# Senátní obvod č. 52 – Jihlava
Senátní obvod č. 52 – Jihlava je podle zákona č. 247/1995 Sb. tvořen celým okresem Jihlava a východní částí okresu Jindřichův Hradec, ohraničenou na západě obcemi Kostelní Vydří, Dačice, Peč, Cizkrajov, Slavonice a Staré Město pod Landštejnem.
Současným senátorem je od roku 2010 Miloš Vystrčil, člen ODS. V Senátu je členem Senátorského klubu ODS a TOP 09. Od roku 2020 působí jako předseda Senátu a předseda Organizačního výboru.

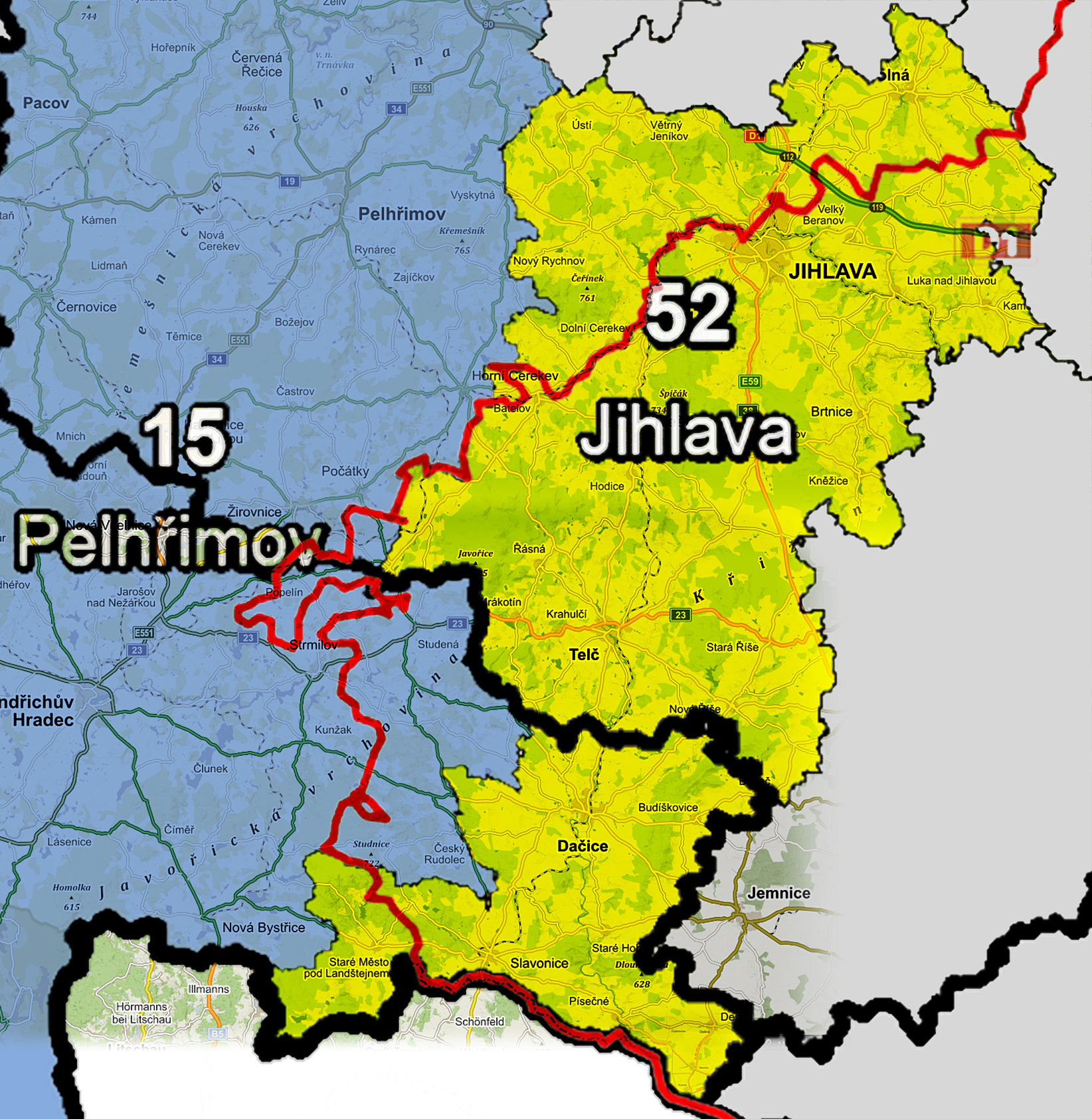
Senátní obvod č. 52 – Jihlava (žlutě)

## Senátoři

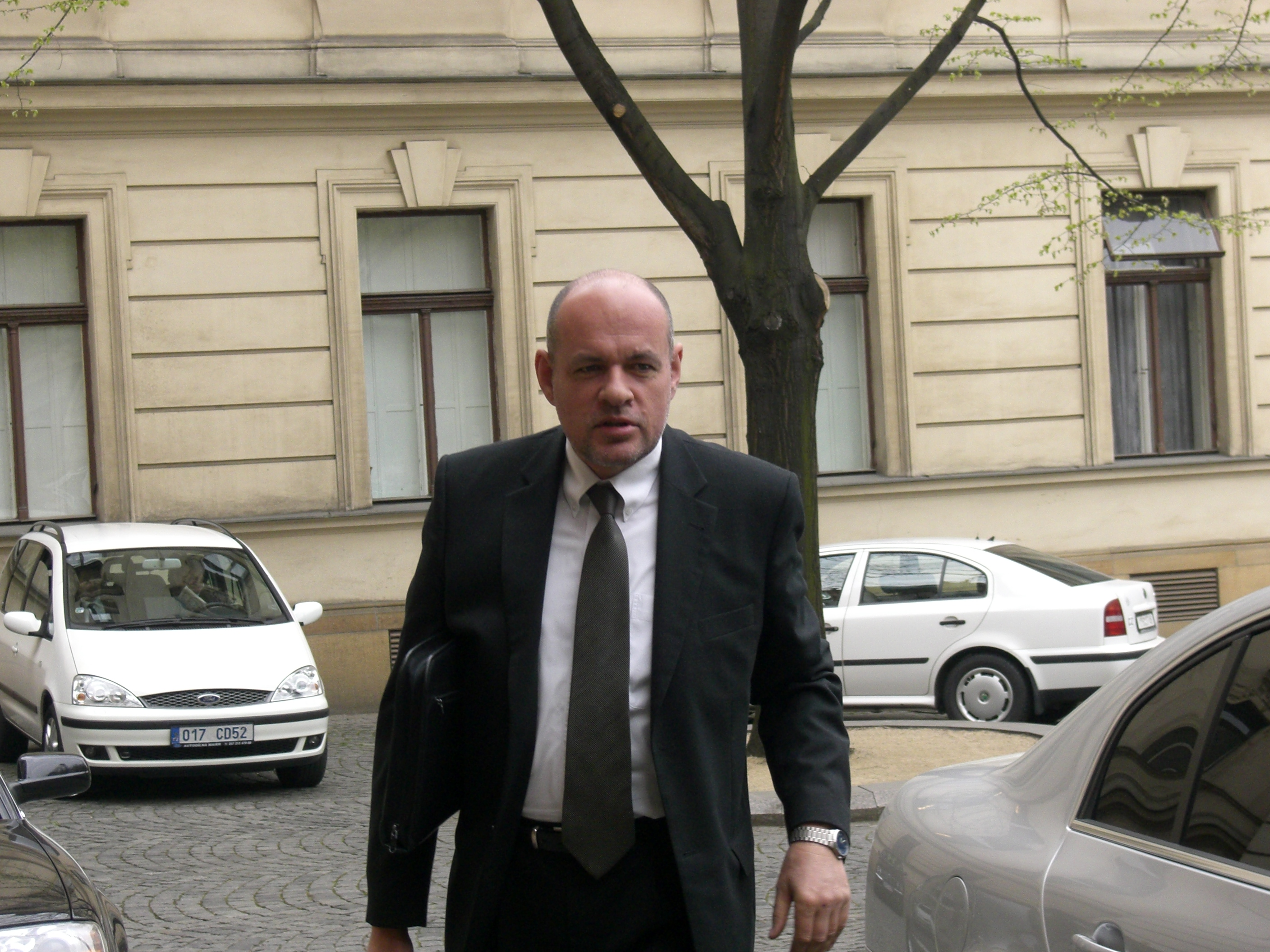
Václav Jehlička
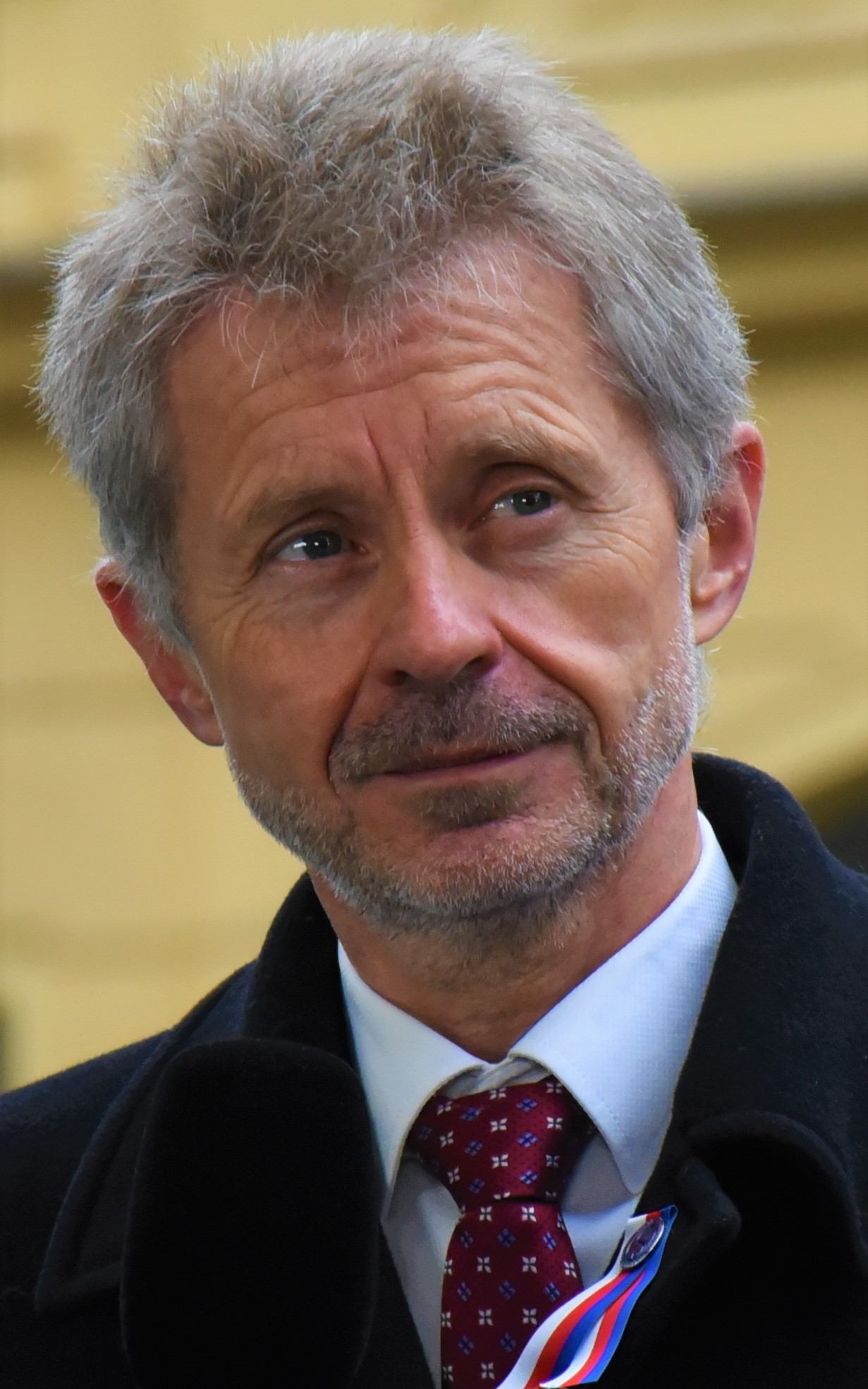
Miloš Vystrčil

| Volby | Volby                  | Senátor              | Volební strana | Navrhující strana | Politická příslušnost | Odkaz  |
| ----- | ---------------------- | -------------------- | -------------- | ----------------- | --------------------- | ------ |
|       | 1996                   | Mgr. Václav Jehlička | ODA            | ODA               | ODA                   | profil |
|       | 1998                   | Mgr. Václav Jehlička | 4KOALICE       | 4KOALICE          | ODA                   | profil |
| 2004  | KDU-ČSL                | Mgr. Václav Jehlička | KDU-ČSL        | BEZPP             | profil                |        |
|       | 2010                   | RNDr. Miloš Vystrčil | ODS            | ODS               | ODS                   | profil |
| 2016  | ODS, SNK ED, SsČR, STO | RNDr. Miloš Vystrčil |                | ODS               | ODS                   |        |
| 2022  | KDU-ČSL, ODS, TOP 09   | RNDr. Miloš Vystrčil | profil         | ODS               | ODS                   |        |

## Volby

### Rok 1996
| Kandidát               | Volební strana | Navrhující strana | Politická příslušnost | Počet hlasů (1. kolo) | %     | Počet hlasů (2. kolo) | %     |
| ---------------------- | -------------- | ----------------- | --------------------- | --------------------- | ----- | --------------------- | ----- |
| Mgr. Václav Jehlička   | ODA            | ODA               | ODA                   | 12 653                | 38,03 | 15 703                | 70,49 |
| Ing. Josef Ježek       | ODS            | ODS               | ODS                   | 7 750                 | 23,30 | 6 574                 | 29,51 |
| Ladislav Urban         | ČSSD           | ČSSD              | ČSSD                  | 6 317                 | 18,99 | —                     | —     |
| RSDr. Jiří Sedláček    | KSČM           | KSČM              | KSČM                  | 4 945                 | 14,86 | —                     | —     |
| MUDr. Jaroslav Řičánek | MSLK_96        | MOR_SLEZ          | ČMUS                  | 1 602                 | 4,82  | —                     | —     |

### Rok 1998
| Kandidát             | Volební strana | Navrhující strana | Politická příslušnost | Počet hlasů (1. kolo) | %     | Počet hlasů (2. kolo) | %     |
| -------------------- | -------------- | ----------------- | --------------------- | --------------------- | ----- | --------------------- | ----- |
| Mgr. Václav Jehlička | 4KOALICE       | 4KOALICE          | ODA                   | 14 824                | 39,85 | 10 569                | 68,03 |
| MUDr. Ivan Činčera   | ODS            | ODS               | ODS                   | 7 988                 | 21,47 | 4 966                 | 31,97 |
| MUDr. Pavel Málek    | ČSSD           | ČSSD              | ČSSD                  | 7 575                 | 20,36 | —                     | —     |
| RSDr. Jiří Vlach     | KSČM           | KSČM              | KSČM                  | 6 817                 | 18,32 | —                     | —     |

### Rok 2004
| Kandidát                     | Volební strana | Navrhující strana | Politická příslušnost | Počet hlasů (1. kolo) | %     | Počet hlasů (2. kolo) | %     |
| ---------------------------- | -------------- | ----------------- | --------------------- | --------------------- | ----- | --------------------- | ----- |
| Mgr. Václav Jehlička         | KDU-ČSL        | KDU-ČSL           | BEZPP                 | 10 286                | 37,96 | 9 741                 | 66,34 |
| Erich Janderka               | ODS            | ODS               | ODS                   | 6 446                 | 23,79 | 4 942                 | 33,65 |
| Ing. Pavel Šlechtický        | KSČM           | KSČM              | KSČM                  | 5 365                 | 19,80 | —                     | —     |
| PhDr. Zdeněk Jaroš           | ČSSD           | ČSSD              | BEZPP                 | 2 926                 | 10,79 | —                     | —     |
| Ing. Blanka Dvorníková, CSc. | NEZ            | NEZ               | BEZPP                 | 1 050                 | 3,87  | —                     | —     |
| PhDr. Miloslava Jebavá       | PB             | PB                | PB                    | 881                   | 3,25  | —                     | —     |
| Vladimír Ondráček            | MODS           | MODS              | BEZPP                 | 141                   | 0,52  | —                     | —     |

### Rok 2010
| Kandidát                 | Volební strana | Navrhující strana | Politická příslušnost | Počet hlasů (1. kolo) | %     | Počet hlasů (2. kolo) | %     |
| ------------------------ | -------------- | ----------------- | --------------------- | --------------------- | ----- | --------------------- | ----- |
| RNDr. Miloš Vystrčil     | ODS            | ODS               | ODS                   | 14 050                | 33,94 | 13 805                | 59,37 |
| Ing. Vratislav Výborný   | ČSSD           | ČSSD              | ČSSD                  | 7 961                 | 19,23 | 9 446                 | 40,62 |
| Ing. Pavel Šlechtický    | KSČM           | KSČM              | KSČM                  | 6 140                 | 14,83 | —                     | —     |
| Mgr. Ing. Jan Kasal      | KDU-ČSL        | KDU-ČSL           | KDU-ČSL               | 4 577                 | 11,05 | —                     | —     |
| MUDr. Zdeňka Drlíková    | TOP 09, STAN   | TOP 09            | BEZPP                 | 3 744                 | 9,04  | —                     | —     |
| Ing. Vladislav Nechvátal | Svobodní       | Svobodní          | Svobodní              | 2 888                 | 6,97  | —                     | —     |
| Ing. František Halásek   | Suverenita     | Suverenita        | SDŽ                   | 1 215                 | 2,93  | —                     | —     |
| Mgr. Eduard Zeman        | SPOZ           | SPOZ              | SPOZ                  | 816                   | 1,97  | —                     | —     |

### Rok 2016
| Kandidát                         | Volební strana         | Navrhující strana | Politická příslušnost | Počet hlasů (1. kolo) | %     | Počet hlasů (2. kolo) | %     |
| -------------------------------- | ---------------------- | ----------------- | --------------------- | --------------------- | ----- | --------------------- | ----- |
| RNDr. Miloš Vystrčil             | ODS, SNK ED, SsČR, STO | ODS               | ODS                   | 9 043                 | 25,71 | 8 144                 | 53,37 |
| doc. PhDr. Michal Stehlík, Ph.D. | KDU-ČSL                | KDU-ČSL           | BEZPP                 | 5 698                 | 16,20 | 7 114                 | 46,62 |
| MUDr. Zdeněk Faltus              | ANO                    | ANO               | ANO                   | 5 396                 | 15,34 | —                     | —     |
| Mgr. Helena Vrzalová             | KSČM                   | KSČM              | KSČM                  | 4 581                 | 13,02 | —                     | —     |
| PaedDr. Ing. Rudolf Chloupek     | ČSSD                   | ČSSD              | ČSSD                  | 3 713                 | 10,55 | —                     | —     |
| Ing. Milan Kolář                 | SZ, TOP 09             | TOP 09            | BEZPP                 | 3 216                 | 9,14  | —                     | —     |
| JUDr. Petr Paul                  | SPD                    | SPD               | SPD                   | 2 536                 | 7,21  | —                     | —     |
| Jiří Nápravník                   | KČ                     | KČ                | BEZPP                 | 644                   | 1,83  | —                     | —     |
| Zdeněk Kučírek                   | M                      | M                 | BEZPP                 | 339                   | 0,96  | —                     | —     |

### Rok 2022
Ve volbách v roce 2022 obhajoval svůj mandát za koalici SPOLU (ODS, KDU-ČSL, TOP 09) senátor a zároveň předseda Senátu Miloš Vystrčil. Mezi jeho pět vyzyvatelů patřili lékař Václav Lhotský z SPD, ekonomka Jana Nagyová z hnutí ANO, advokát Tomáš Nielsen z PRO 2022 nebo ekonom a bývalý zastupitel Kraje Vysočina Josef Pavlík (zvolený jako člen hnutí ANO), který ale v těchto senátních volbách kandidoval jako nestraník za KSČM. Posledním kandidátem do Senátu byl advokát Luděk Růžička ze strany DOMOV.
V prvním kole senátních voleb získal nejvíce hlasů stávající senátor Miloš Vystrčil (45,62 %), druhý nejvyšší počet hlasů získala Jana Nagyová (30,56 %). Druhé kolo vyhrál s 60,03 % hlasů Miloš Vystrčil.
| Kandidát | Kandidát                 | Volební strana       | Navrhující strana | Politická příslušnost | Počet hlasů (1. kolo) | %     | Počet hlasů (2. kolo) | %     |
| -------- | ------------------------ | -------------------- | ----------------- | --------------------- | --------------------- | ----- | --------------------- | ----- |
|          | RNDr. Miloš Vystrčil     | KDU-ČSL, ODS, TOP 09 | ODS               | ODS                   | 21 681                | 45,62 | 23 273                | 60,03 |
|          | Ing. Jana Nagyová, Ph.D. | ANO                  | ANO               | ANO                   | 14 523                | 30,56 | 15 495                | 39,96 |
|          | JUDr. Tomáš Nielsen      | PRO 2022             | PRO 2022          | PRO 2022              | 5 648                 | 11,88 | —                     | —     |
|          | MUDr. Václav Lhotský     | SPD                  | SPD               | SPD                   | 2 776                 | 5,84  | —                     | —     |
|          | Ing. Josef Pavlík        | KSČM                 | KSČM              | BEZPP                 | 1 712                 | 3,60  | —                     | —     |
|          | Mgr. Luděk Růžička       | DOMOV                | DOMOV             | DOMOV                 | 1 177                 | 2,47  | —                     | —     |

## Volební účast
|  | nejvyšší volební účast |  | nejnižší volební účast |

| Rok  | % (1. kolo) | % (2. kolo) |
| ---- | ----------- | ----------- |
| 1996 | 34,80       | 23,35       |
| 1998 | 44,28       | 16,05       |
| 2004 | 29,82       | 14,79       |
| 2010 | 43,10       | 22,58       |
| 2016 | 36,15       | 14,96       |
| 2022 | 48,93       | 38,74       |